# Multimedia Broadcast Multicast Service
Multimedia Broadcast Multicast Service (MBMS) ist ein Dienst im Mobilfunkstandard UMTS, der Multimediadaten wie Mobile-TV oder Dateien gleichzeitig und effizient an viele Nutzer übertragen kann. Der Vorteil gegenüber dem klassischen Verfahren bei UMTS, bei dem ein Datenstrom einzeln zu jedem Nutzer gesendet wird, ist die deutlich geringere Netzlast, da die Daten nur einmal, zeitgleich an alle, übertragen werden. Es ergeben sich Einsparungen sowohl im Funknetz (Radio Access Network – RAN) als auch im Transportnetz, wo IP-Multicast verwendet werden kann.

## Technische Beschreibung
MBMS bietet zwei Übertragungsmodi:
- Broadcast: Empfang für alle, deren UMTS Empfänger MBMS unterstützen.
- Multicast: Empfang von Diensten, die eine Authentifizierung erforderlich machen.

Für beide Modi kann das Funknetz die Benutzerdichte pro Zelle ermitteln und die Art der Funkträger – point-to-point- oder point-to-multipoint-Träger – auswählen. Bei wenigen Nutzern ist point-to-point – konventionell oder über HSDPA – effizienter, weil Optimierungsmechanismen wie Leistungsregelung genutzt werden können, während bei vielen Nutzern die point-to-multipoint-Übertragung günstiger ist, weil das Signal nur einmal gesendet wird und von einer unbegrenzten Anzahl von Nutzern empfangen werden kann. Die Möglichkeit, auch im Broadcast-Modus den Träger auszuwählen, wurde erst spät in das Release 6 eingefügt, um durch den Wegfall der Multicast-Prozeduren einen deutlich schnelleren Wechsel zwischen Fernsehkanälen zu ermöglichen und gleichzeitig eine effiziente Übertragung im Radionetzwerk zu ermöglichen. Beide Verfahren unterstützen Verschlüsselung, so dass sowohl kostenlose als auch kostenpflichtige Dienste mit beiden Modi möglich sind.
MBMS unterscheidet sich von anderen Verfahren, die Mobile-TV anbieten, wie DVB-H oder DMB, dadurch, dass die Daten nicht über eigene Frequenzen und Sender ähnlich wie klassisches Fernsehen, sondern über UMTS übertragen werden. Das hat für den Mobilfunkbetreiber den Vorteil, dass er keine weiteren Frequenzen erwerben und keine neue Netzinfrastruktur aufbauen muss. Außerdem können die Dienste in räumlich eng begrenzten Gebieten (auf Zellbasis) angeboten werden, beispielsweise spezielle Kanäle in Fußballstadien. MBMS ist nicht auf Videoübertragung beschränkt, sondern bietet auch die Möglichkeit, Dateien, wie beispielsweise Podcasts, an viele Nutzer zu verteilen.
Ein Nachteil der Benutzung von MBMS für Mobile-TV ist die relativ geringe Anzahl gleichzeitig übertragbarer Fernsehkanäle von etwa vier bis acht point-to-multipoint-Übertragungen pro 5-MHz-Träger, wobei ein großer Teil der Zellkapazität für MBMS-Dienste verwendet wird. Allerdings müssen nur die Kanäle in einer Zelle gesendet werden, die auch genutzt werden.
MBMS ist Teil der UMTS-Spezifikation ab Release 6, die im Standardisierungsgremium 3GPP weitestgehend abgeschlossen ist.

## eMBMS
evolved Multimedia Broadcast Multicast Service (eMBMS) ist die Erweiterung im Rahmen der 3GPP-Long Term Evolution (LTE) und System Architecture Evolution (SAE). eMBMS für LTE wurde mit 3GPP Release 9 standardisiert und mit 3GPP Release 11 um Service Continuity for eMBMS erweitert. Mit eMBMS können 20 TV-Kanäle mit je 256 kbps Datenrate in einem 5 MHz LTE-Band übertragen werden.

## Einsatz
Bislang (Stand Oktober 2013) sind keine Mobilfunkanbieter bekannt, die MBMS kommerziell einsetzen. Der US-amerikanische Mobilfunkanbieter Verizon hat angekündigt, ab 2014 den Super Bowl mittels eMBMS über sein LTE-Netz zu übertragen.
Auf der Kieler Woche 2014 hat der deutsche Mobilfunkanbieter Vodafone testweise erstmals in Europa eine Kombination aus LTE-TDD Video Upstreaming und LTE Broadcast (eMBMS) präsentiert.